# Fressac
Fressac là một xã trong tỉnh Gard thuộc vùng Occitanie, phía nam nước Pháp. Xã Fressac nằm ở khu vực có diện tích 5,89 km2, dân số năm 1999 là 87 người. Khu vực này có độ cao trung bình 200 mét trên mực nước biển.